# Teatro Lavalleja
El Teatro Lavalleja es un complejo teatral de la ciudad de Minas, departamento de Lavalleja, en Uruguay.

## Historia
Fue inaugurado el 8 de diciembre de 1909 a iniciativa de la Unión Católica del Uruguay quien encomendó al arquitecto catalán Cayetano Buigas el diseño de un teatro para la ciudad de Minas. En su inauguración asistieron distintas personalidades de la iglesia católica  y las artes. 

## Apertura
En el año 1989 tras muchos años de abandono y deterioro del edificio es adquirido por la Intendencia de Lavalleja, quien ejecuta diversas obras de restauración y mantenimiento, reabriendo sus puertas en agosto del mismo año. 
En 1992 mediante un acuerdo entre la  Intendencia de Lavalleja y la Fundación Lolita Rubial es creado el Museo del Humor y la Historieta, el cual se instala en un área del teatro. 
En 1995 se realiza la primera edición de la entrega de los premios de la cultura  uruguaya más conocidos como Premios Morosoli.
En el 2010 reabre sus puertas luego de permanecer casi dos años cerrado con la obra La casamentera.